# Полыгалин, Сергей Александрович
Сергей Александрович Полыгалин (6 [18] ноября 1899, Городец, Нижегородская губерния — 24 декабря 1937) — советский инженер-строитель.
Известен как главный ответственный за строительство Дома науки и культуры, позже переименованного в Новосибирский театр оперы и балета, автор инженерно-технологического решения по возведению купола здания театра.

## Биография
Родился 6 (18) ноября 1899 года в селе Городец Нижегородской губернии в семье Александра Ивановича Полыгалина, приказчика, и Надежды Ивановны, домохозяйки; в семье были ещё старшая дочь и младший сын.
В 1917 году окончил Елабужское приходское начальное народное училище, затем — реальное училище Вятской губернии, в 1924 году — инженерно-строительный факультет Томского технологического института. В ноябре 1924 года направлен на работу в Новониколаевск, куда приехал приехал с супругой.
С 7 января 1925 года работал техником водопроводной комиссии при Новониколаевском отделе местного хозяйства по изысканию и составлению проекта городского водопровода, с 20 мая 1926 года — в Сибкрайземуправлении в составе технического надзора по постройке сельхозтехникума в Закаменском районе. Затем был переведён в строительный трест «Окргосстрой» (впоследствии — «Сибкоммунстрой»), где вёл строительство кирпичного завода № 3 и руководил работами по надстройке третьего этажа типографии «Советская Сибирь» (Советская, 6). В 1927 году участвовал в строительстве «Доходного дома» (ныне — Центральная гостиница), руководил строительством поликлиники № 1.
В 1930 году назначен начальником 7-го строительного участка треста «Запсибстройобъединение» и ответственным за подготовку работ на постройке Дома науки и культуры. 31 марта 1931 г. комитет содействия строительству Дома науки и культуры командировал С. А. Полыгалина в Москву; 15 мая 1931 г. научно-технический совет Наркомпроса РСФСР утвердил эскизный проект Дома науки и культуры, создателями которого были московский архитектор А. З. Гринберг, М. И. Курилко и архитектор Т. Я. Бардт. Возведение здания началось 22 мая 1931 года; сооружением купола занимались профессор П. Л. Пастернак, В. К. Дмоховский и инженер Б. Ф. Матэри, которые вскоре отказались выполнить технологическую схему возведения купола из-за сложных условий Новосибирска.
С. А. Полыгалин разработал, а затем и осуществил возведение купола нестандартной конструкции: его диаметр составил 60 метров, высота — 25 метров при толщине рабочей оболочки 8 см (соотношение толщины и диаметра составило 1/750), при этом была достигнута наивысшая мера использования железобетона в качестве материала. С 1 декабря 1932 г. назначен главным инженером строительства Дома науки и культуры. С. А. Полыгалин также был автором главного решения по установки ферм опалубки путём сборки в блоки двух ферм и сдвижения их к центральной части амфитеатра. 14 декабря 1931 года был в командировке в Москве, затем — в Ростове-на-Дону, знакомился со строящимся там Большим театром; в марте 1931 г. вернулся в Новосибирск с новым проектом конструкции здания театра. К 1933 году стоимость строительства предполагалась в 5-6 млн рублей, к 1935 году в связи с необходимостью решения сложнейших вопросов по акустике и оптике в театре стоимость будущего сооружения превысила 20 млн рублей. В 1935 году научно-технический совет Наркомпроса принял решение привести театр к обычному виду. Строительство оперного театра должно было закончиться 1 сентября 1937 года.
Осуществил в Новосибирске следующие стройки:
- Руководство строительством Дома науки и культуры (1932—1937 г.)
- Участие в строительстве Доходного Дома (ныне — Центральная гостиница, (1937 г.)
- Надстройка 3 этажа типографии «Советская Сибирь» (Советская, 6)
- Реконструкция театра «Красный факел»
- Жилой дом артистов (Романова, 35) (1935 г.)
- Правое крыло жилого дома Крайплана (Красный проспект, 56)
- Внутреннее архитектурное оформление клуб им. Сталина (Дк им «Октябрьской революции»)
- Институт Марксизма и Ленинизма на территории аффинажного завода (4 угол ул. Бориса Богаткова)
- Школа № 42
- Поликлиника № 1 (1931 г.)
- Кирпичный завод № 3.

В связи с осложнившейся обстановкой на стройке Дома науки и культуры президиум Запсибкрайисполкома в июле 1937 года заявил, что С. А. Полыгалин вместе с Б. А. Ержембовичем «не поняли ещё до конца всей ответственности, возложенной на них партией и правительством, и не сумели обеспечить правильную организацию работ и должной борьбы за повышение производительности труда». В июле 1937 года был арестован Б. А. Ержембович «за развал руководства и запущенность финансового дела». Следом были арестованы и другие специалисты.
15 декабря 1937 года С. А. Полыгалин был арестован органами НКВД и обвинён «врагом народа и членом монархической организации, контрреволюционером, проводившим на стройке театра диверсионно-вредительскую работу». 24 декабря 1937 г. он был расстрелян. Место захоронения остаётся неизвестным.

### Семья
Жена — Мария Григорьевна; дети:
- Ирина (р. 1926) — инженер-технолог, работала в Новосибирске до 1988 года.
- Мария (р. 1930) — доктор биологических наук, профессор кафедры физиологии Новосибирского университета[2].

## Реабилитация
22 октября 1956 года С. А. Полыгалин реабилитирован военным трибуналом СибВО — дело было прекращено за отсутствием состава преступления.

## Память
Славой Касаткиной в 2011 г. снят фильм «Помнить буду» о вкладе С. А. Полыгалина и о строительстве Дома Науки и Культуры.
Дирекция Новосибирского театра оперы и балета планирует в 2015 году разместить на здании театра мемориальную доску (в рамках празднования 70-летия театра).

## Адреса в Новосибирске
С. А. Полыгалин с семьёй проживал по адресам:
- ул. Октябрьская, 90
- ул. Чаплыгина, 35.